# Костел Святої Анни (Малин)
Косте́л Свято́ї А́нни (пол. Kościół p.w. św. Anny) — найстаріший храм міста Малин (районний центр Житомирської області).

## Історія
Перший, ймовірно, дерев'яний малинський костел заснував власник міста Станіслав Кордиш у 1780 році. У Освятив храм 1784 року о. Р. Закшевський. 1869 року святиня згоріла. Відтак коштом княгині Цецилії Радзивілл, власниці міста, була споруджена нинішня кам'яна будівля костелу. 16 листопада 1884 року її освятив Єпископ Любовицький. Заповіт княгині передбачав 20 тисяч карбованців сріблом на будівництво святині, а також кошти на богадільню за умови надання в ній притулку віруючим людям. За переказами, тут перебував чудотворний лик Божої Матері, що 1869 року був преданий у католицький храм міста Києва. На жаль, подальша доля ікони є невідома.
У 1913 році парафія налічувала 3400 вірних, а 1935 року цю святиню й багато інших було закрито за рішенням радянської влади. Перед Другою світовою війною тут було медичне училище, пізніше школа. У виру війни нацисти влаштували в підвалі храму в'язницю, але імовірно перед цим там була катівня НКВС. Навіть у спогадах радянських солдат можна прочитати про «двоповерховий білий костел, що височить посеред міста».
З початку 90 років ХХ століття парафія в Малині почала відроджуватися. Офіційно її було відновлено і зареєстровано 1991 року за рішенням Житомирського облвиконкому № 4 (32) від 22 лютого 1992 р. А 1 червня 1992 року храм було повернено віруючим.
Улітку 2013 року розпочався капітальний ремонт храму, 26 липня 2017 року єпископ Віталій Кривицький освятив вівтар. Парафію обслуговують дієцезіальні священики.

## Архітектура
Споруджений у класичних формах храм являє собою однонавну базиліку без трансепта, орієнтовану по осі південь — північ. Головний вхід позначений чотириколонним портиком класичного ордеру з трикутним фронтоном. По обидва боки від портика є ніші для скульптур або ікон. Карниз, що увінчує два бокових фасади продовжується на головному фасаді, обриваючись в центральній частині. Над карнизом є аттик, складний контур якого визначає двосхилий дах, вершина якого цікаво римується з фронтоном вхідного портика.

## Виноски
1. ↑  МАЛИН. Костел св. Анни (1884). Житомирська обл., Коростенський р-н
2. ↑  Історія найстарішого Малинського храму [Архівовано 28 березня 2015 у Wayback Machine.] на malin-zh.io.ua [Архівовано 23 травня 2012 у Wayback Machine.]
3. ↑  Костели і каплиці України. МАЛИН. Костел св. Анни. Архів оригіналу за 2 вересня 2017. Процитовано 2 вересня 2017.